# Bombardier Q Series
Bombardier Q-Series er en modelrække af passagerfly fra den canadiske flyproducent Bombardier. Flyenes nuværende navn er Bombardier Q100 - Q400, men de er stadig mest kendt under navnet "Dash 8", som er afledt af flyets tidligere navn De Havilland Canada DHC-8. Programmet skal videresælges til Viking Air-moderselskabet Longview Aviation Capital senest i slutningen af 2019. Flyene i Q-serien er to-motorede, mellemdistance, turboprop-fly som normalt opererer på korte indenrigsruter. De er alle kendetegnede ved lavt brændstofforbrug og lavt støjniveau, deraf navnet Q-Series – Q for Quiet. Flyet har “Active Noise and Vibration Suppression"(AnvS), som er et system, der udsender lydbølger i modfase inde i kabinen.
Q400 er den yngste, største og mest udbredte model. Den er konkurrencedygtig med mindre jetfly, idet den bruger mindre brændstof men stadig har stor passagerkapacitet i forhold til flyets størrelse og flyver næsten lige så hurtigt som konkurrerende jetfly. Vedligeholdelsesomkostningerne er dog noget større pga. motortypen.
Modeller i Q-Serien:
- Q100 – 33-39 passager, ingen specifikationer.
- Q200 – 37-39 passager, rækkevidde:1713 km.[2] Første flyvning 1986.
- Q300 – 50-56 passager, rækkevidde:2034 km.[3] Første flyvning 1989.
- Q400 – 68-78 passager, rækkevidde:2522 km.[4] Første flyvning 1998.

Bombardier meldte i april 2008, at de ikke længere ville producere Q100-Q300 modellerne, men fokusere på Q400. [kilde mangler]

## Historie og udvikling
"Dash 8" er en videreudvikling af forløberen De Havilland Canada DHC-7, "Dash 7". DHC-7 blev udviklet af De Havilland Canada (DHC) i 1970'erne. DHC-7 fokuserede stadig på De Havilland Canadas ekspertise, nemlig høj ydeevne og mulighed for at flyve ind og ud af lufthavne med meget korte landingsbaner også kaldet "STOL". DHC-7 blev imidlertid ikke en kommerciel succes for DHC, da de fleste luftfartselskaber var langt mere interesserede i brugsomkostninger end evnen til at flyve fra korte landingsbaner. DHC-7 havde relativt høje omkostninger pga. sin ringe størrelse og 4 motorer.
Den første DHC-8 var i sin essens bare en DHC-7, som i stedet for fire motorer var udstyret med med to stærkere motorer. Dette gjorte flyveren både hurtigere og væsentligt billigere at operere, primært på grund af forskellen i brændstofforbrug og vedligeholdelsesomkostninger fra 4 til 2 motorer. Efter to års test var Dash 8 klar i 1983. De første fly blev solgt til Piedmont Airlines i USA i 1984. Efterspørgslen på flyene var så stor, at DHC ikke kunne levere. Boeing købte De Havilland Canada i 1988, dels for at forbedre produktionen af DHC-8-flyene, og formodentlig også for at forbedre deres position i kampen om en stor bestilling af fly fra Air Canada (Airbus-sagen).
Da Air Canada-ordren gik til konkurrenten Airbus, satte[Boeing de Havilland Canada til salg. Firmaet blev opkøbt af Bombardier Aerospace i 1992. Bombardier omdøbte flyene til Bombardier Q-Series i 1996 i forbindelse med introduktionen af AnvS-systemet.

## Relation til Scandinavian Airlines System
"Dash 8" flyene er nok mest kendt i Danmark på grund af den massive medieomtale både flyet og SAS fik i 2007 i den danske og skandinaviske presse. Det skete i forbindelse med en række nødlandinger foretaget af SAS's flåde af Q400-fly i 2007. Presseomtalen rejste kritiske spørgsmål om flyets flyvesikkerhed og om den danske tilsynsmyndigheds tilsyn med SAS og deres vedligehold af flyene.
Som en del af "SAS 2000+" planen indkøbte SAS 17 Bombardier Q400-fly i 1998 og yderligere 5 Q400 fly i 1999 til levering i 1999-2000. Q400-flyene skulle afløse de gamle Fokker 50-fly på de danske indenrigsruter. Flyene var mindre og mere omkostningseffektive end f.eks. Douglas DC9/MD80 på disse ruter. Det skulle have medført flere fordele at købe den ny flytype: Større passagerkomfort med lavt støjniveau, 70 sæder frem for Fokker 50's 50 pladser, miljøforbedringer og bedre brændstofsudnyttelse. Desuden ville investeringerne også give skattemæssige afskrivninger og færre miljøafgifter.
SAS 2000+ var en plan for fornyelse af selskabet. En række andre flytyper blev også opkøbt som en del af planen. SAS spenderede over en periode på fem år ca. 3 milliarder US dollar på indkøb af nye fly. 
Q400-flyene kom i drift i år 2000 på ruten Århus-København. De begyndte dog hurtigt at vise unoder og "børnesygdomme". Det betød forsinkelser for passagerne, og især forretningsrejsende, der benyttede denne forbindelse, var misfornøjede.

### SAS-nødlandinger
SAS1209: Problemerne med Q400 flyenes landingsstel greb om sig den 9. september 2007, hvor SAS Flight1209, et Q400 fly med registrering LN-RDK, nødlandede i Aalborg Lufthavn. Landingsstellet kunne ikke folde sig korrekt ud, og selvom besætningen forsøgte adskillige gange og på forskellige måder, kunne de ikke få det til at låse sig på plads. Flyet nødlandede og kort efter kollapsede det højre landingsstel. Den højre propel ramte jorden og blev splintret, hvorved dele af propelbladene blev slynget ind i kabinen. Flyet kørte af landingsbanen og stoppede på græsset. Fem passagerer fik mindre skader i forbindelse med propelbladene og evakueringen. Flyet blev så beskadiget, at SAS afskrev det som totalskadet. Havarikommissionens rapport konkluderede, at et rustent gevind for enden af et hydraulikstempel blev revet fra hinanden, da landingsstellet skulle foldes ud, og dette havde beskadiget stellet.
SAS2748: På tidspunktet blev SAS1209 anset for et enkeltstående tilfælde, og Q400 flyene blev derfor beholdt i drift. Dog nødlandede et andet af SAS's Q400 (LN-RDS) fly blot tre dage senere, 12. september 2007. Denne gang var det i Vilnius Lufthavn, og problemet lod til at være identisk: Højre landingsstel kollapsede ved nødlandingen. Alle passagerer blev evakueret, og ingen kom til skade. Producenten af flyet Bombardier og producenten af landingsstellet Goodrich anbefalede, at alle fly med mere end 10.000 starter og landinger fik flyveforbud, indtil de var blevet undersøgt. Selvom nogle af SAS's i alt 27 Q400 fly ikke havde overskredet denne grænse, holdt selskabet dem alle på jorden alligevel. Det viste sig, at der i 25 ud af de 27 fly var rust i landingsstellets hydraulikstempel.
SAS2867: Den 27. oktober 2007 nødlandede endnu et af SAS's Q400 i København. Denne gang var det LN-RDI, og landingsstellet kollapsede også i højre side. Igen kom ingen til skade. Havarikommissionen konkluderede denne gang, at årsagen var en løs o-ring i hydraulikrørene, som satte sig i klemme, og at uheldet derfor ikke relaterede sig til de to andre tilfælde. Efter nødlandingen den 27. oktober 2007 i Københavns Lufthavn fik Q400-flyene et nyt flyveforbud.
Dagen efter, 28. oktober 2007, meddelte SAS, at man havde besluttet at tage Q400-flyene permanent ud af brug i SAS's flåde. Mats Jansson, SAS's direktør udtalte, at "Tilliden til Q400'eren er svundet anseeligt, og vores kunder bliver til stadighed mere bekymrede ved at flyve i denne flytype. Derfor har jeg, med Bestyrelsens godkendelse, valgt at fjerne Dash 8 Q400-flyene fra service med øjeblikkelig virkning".
Den 10. marts 2008 købte SAS 27 nye fly af Bombardier. SAS fik desuden én milliard kroner i erstatning fra producenten Bombardier. Disse blev betalt dels kontant, og dels i form af rabat til køb af nye fly. Derfor købte SAS de 14 nye Q400- og 13 CRJ900 Nextgen-fly af Bombardier. Disse 14 nye Q400-fly flyver nu i det SAS-ejede datterselskab Widerøe.

### Filmklip
Videoklip af SAS1209's nødlanding i Aalborg, 9. september 2007

## Tekniske specifikationer
|                               | Series 100                  | Series 200                  | Series 300                  | Series 400                  |
| ----------------------------- | --------------------------- | --------------------------- | --------------------------- | --------------------------- |
| Pris (US$)                    | $12.5 millioner             | $13 millioner               | $17 millioner               | $27 millioner               |
| Taget i brug                  | 1984                        | 1995                        | 1989                        | 2000                        |
| Dimensioner                   |                             |                             |                             |                             |
| Længde                        | 73 ft (22.25 m)             | 73 ft (22.25 m)             | 84 ft 3 in (25.68 m)        | 107 ft 8 in (32.81 m)       |
| Højde (til top af haleror)    | 24 ft 7 in (7.49 m)         | 24 ft 7 in (7.49 m)         | 24 ft 7 in (7.49 m)         | 27 ft 3 in (8.3 m)          |
| Fuselage diameter             | 8 ft 10 in (2.69 m)         | 8 ft 10 in (2.69 m)         | 8 ft 10 in (2.69 m)         | 8 ft 10 in (2.69 m)         |
| Største kabine bredde         | 8 ft 3 in (2.51 m)          | 8 ft 3 in (2.51 m)          | 8 ft 3 in (2.51 m)          | 8 ft 3 in (2.51 m)          |
| Kabinens længde               | 29 ft 10 in (9.1 m)         | 29 ft 10 in (9.1 m)         | 41 ft 4 in (12.6 m)         | 61 ft 8 in (18.8 m)         |
| Vingefang (geometrisk)        | 84 ft 11 in (25.89 m)       | 84 ft 11 in (25.89 m)       | 90 ft (27.43 m)             | 93 ft 2 in (28.4 m)         |
| Vingeareal                    | 585.55 ft² (54.4 m²)        | 585.55 ft² (54.4 m²)        | 604.93 ft² (56.2 m²)        | 679.20 ft² (63.1 m²)        |
| Teknisk data                  |                             |                             |                             |                             |
| Piloter                       | 2                           | 2                           | 2                           | 2                           |
| Kabine personale              | 1                           | 1                           | 1–2                         | 2–3                         |
| Motorer                       | 2 PW120A/PW121              | 2 PW123C/D                  | 2 PW123B                    | 2 PW150A                    |
| Typisk passager kapacitet     | 37 (Enkelt klasse)          | 37 (Enkelt klasse)          | 50 (Enkelt klasse)          | 78 (Enkelt klasse)          |
| Muligt passager antal         | 37–39                       | 37–39                       | 50–56                       | 68–86                       |
| Normal march hastighed        | 310 mph (500 km/h) 269 knob | 334 mph (537 km/h) 290 knob | 328 mph (528 km/h) 285 knob | 414 mph (667 km/h) 360 knob |
| Maksimal højde                | 25,000 fod (7,620 m)        | 25,000 fod (7,620 m)        | 25,000 fod (7,620 m)        | 27,000 fod (8,230 m)        |
| Rækkevidde (med passagerer)   | 1,174 miles (1,889 km)      | 1,065 miles (1,713 km)      | 968 miles (1,558 km)        | 1,567 miles (2,522 km)      |
| Rækkevidde (med ekstra-tanke) | Ikke tilgængelig            | Ikke tilgængelig            | 1,264 miles (2,034 km)      | Ikke tilgængelig            |
| Takeoff-rul ved Maks. vægt    | 2,625 ft (800 m)            | 2,625 ft (800 m)            | 3,865 ft (1,178 m)          | 4,600 ft (1,402 m)          |
| Designede vægte               |                             |                             |                             |                             |
| Maks start vægt               | 36,300 lb (16,470 kg)       | 36,300 lb (16,470 kg)       | 43,000 lb (19,500 kg)       | 64,500 lb (29,260 kg)       |
| Maks landings vægt            | 34,500 lb (15,650 kg)       | 34,500 lb (15,650 kg)       | 42,000 lb (19,050 kg)       | 61,750 lb (28,010 kg)       |
| Maks vægt, uden brændstof     | 32,400 lb (14,700 kg)       | 32,400 lb (14,700 kg)       | 39,500 lb (17,920 kg)       | 57,000 lb (25,850 kg)       |
| Brændstof kapacitet           | 848 US gal (3,210 L)        | 848 US gal (3,210 L)        | 848 US gal (3,210 L)        | 1,748 US gal (6,616 L)      |
| Normal ulæsset vægt           | 23,111 lb (10,483 kg)       | 23,111 lb (10,483 kg)       | 25,995 lb (11,791 kg)       | 37,886 lb (17,185 kg)       |
| Normal last vægt              | 7,511 lb (3,407 kg)         | 7,511 lb (3,407 kg)         | 11,327 lb (5,138 kg)        | 19,114 lb (8,670 kg)        |

## Liste over havarier med Q-Serien
- 1. maj 2005: Ukontrolleret landing i Norge, landingsstel.[15] (SAS)
- 6. april 2006: Ukontrolleret landing i Kalmar, motor-problemer, måske pilotfejl.[16] (SAS)
- 13. marts 2007: Ukontrolleret landing Japan, næsehjul.[17] (ANA)
- 7. august 2007: Ukontrolleret landing i Sydkorea, landingsstel.[18]
- 9. september 2007: Nødlanding i Ålborg, landingsstel.[19] (SAS)
- 10. september 2007: Retur til lufthavn Københavns Lufthavn, tekniske problemer.[20] (SAS)
- 10. september 2007: Retur til lufthavn Københavns Lufthavn, tekniske problemer.[21] (SAS)
- 12. september 2007: Nødlanding i Vilnius, landingsstel.[22] (SAS)
- 21. september 2007: Nødlanding i München, næsehjul.[23]
- 10. oktober 2007: Sikkerhedslanding i Københavns lufthavn, indikationsfejl.[24] (SAS)
- 11. oktober 2007: Retur til lufthavn Berlin, rystelser i kabinen, mulig motorfejl.[25] (SAS)
- 12. oktober 2007: Retur til lufthavn Warszawa, landingsstel.[26] (SAS)
- 19. oktober 2007: Normal landing i Københavns Lufthavn, men indikationer på problemer med landingsstel.[27] (SAS)
- 27. oktober 2007: Nødlanding i Københavns Lufthavn, landingsstel. [28] (SAS)
- 25. februar 2008: Sikkerhedslanding i Wien, landingsstel.[29] (Austrian Air)
- 30. september 2008: Sikkerhedslanding i Sandefjord, syd for Oslo, olietryk.[30] (Widerøe)
- 12. februar 2009: Flystyrt i USA Colgan Flight 3407. Pilotfejl. [31][32] (Colgan Air)
- 13. oktober 2011: Flystyrt i Papua New Guinea. [33]
- 29. Januar 2014: Nødlanding, kørt af banen. Ilulissat, Grønland, Ukendt årsag (Air Greenland) [34]
- 9. november 2014: Nødlanding i Edmonton, efter hjuleksplosion under takeoff. (Air Canada Express Flight 8481